# Římskokatolická farnost Domamil
Římskokatolická farnost Domamil je územní společenství římských katolíků v obci Domamil s farním kostelem svatého Prokopa.

## Území farnosti
- Domamil s farním kostelem sv. Prokopa
- Komárovice – kaple sv. Josefa
- Meziříčko – kaple-zvonice
- Štěpkov – kaple sv. Václava
- Vranín

## Historie farnosti
První písemná zmínka o farnosti pochází z poloviny čtrnáctého století. Od začátku patnáctého století až do závěru století osmnáctého byla fara obsazována premonstráty z louckého kláštera.

## Duchovní správci
Od dubna 1973 až do své smrti v roce 1984 zde působil jako farář Václav Razik. Administrátorem excurrendo byl od září 2010 Alois Pernička z hornoslatinské farnosti.Ten zemřel 28. listopadu 2018.  Jako administrátor excurrendo ad interim byl od ledna 2019 ustanoven R. D. Mgr. Jaroslav Pezlar.  K 1. srpnu 2019 byl novým administrátorem excurrendo ustanoven R. D. Mgr. Vladimír Langer. Dne 1. srpna 2023 se stal administrátorem excurrendo farnosti R. D. Vojtěch Zahrádka.

## Bohoslužby
| Kostel          | Místo   | Bohoslužba (den)          | Poznámka     |
| --------------- | ------- | ------------------------- | ------------ |
| svatého Prokopa | Domamil | neděle 11:00 středa 18:00 | farní kostel |

## Aktivity ve farnosti
Dnem vzájemných modliteb farností za bohoslovce a bohoslovců za farnosti brněnské diecéze je 28. červen. Adorační den připadá na 2. února.
Ve farnosti se každoročně koná tříkrálová sbírka. V roce 2016 se při sbírce vybralo 7 480 korun. O rok později činil výtěžek sbírky 7 777 korun.